# Октябърск (Самарска област)
Октябърск (на руски: Октябрьск) е град в Самарска област, Русия. Населението му към 1 януари 2018 е 26 438 души.